# Малый Такой
Малый Такой (Удаль) — река на острове Сахалин, левый приток реки Большой Такой, принадлежит к бассейну реки Найба. Название реки — парное с названием  реки Большой Такой, с которой Малый Такой сливается за 19 км от её впадения в реку Найба. Малый Такой протекает по территории Долинского городского округа Сахалинской области.
Общая протяжённость реки составляет 32 км. Площадь водосборного бассейна составляет 134 км². Общее направление течения с юга на север.

## Данные водного реестра
По данным государственного водного реестра России относится к Амурскому бассейновому округу.
Код объекта в государственном водном реестре — 20050000212118300005710.